# Touquin
Touquin is een gemeente in het Franse departement Seine-et-Marne (regio Île-de-France) en telt 1070 inwoners (2004). De plaats maakt deel uit van het arrondissement Provins.

## Geografie
De oppervlakte van Touquin bedraagt 11,3 km², de bevolkingsdichtheid is 94,7 inwoners per km².
De onderstaande kaart toont de ligging van Touquin met de belangrijkste infrastructuur en aangrenzende gemeenten.

## Demografie
Onderstaande figuur toont het verloop van het inwonertal (bron: INSEE-tellingen).